# 八戶自動車道
八戶自動車道（日语：／ Hachinohe jidōshadō */?）是從日本岩手縣八幡平市安代系統交流道至青森縣八戶市的高速公路（高速自動車國道）。略稱為八戶道（日语：／ Hachinohedō */?）。高速公路編號與百石道路、第二陸奧收費道路、上北自動車道、陸奧收費道路、青森自動車道一同編為「E4A」。

## 概要
八戶道的國土開發幹線自動車道預訂路線名與高速自動車國道法路線名（正式名）是東京至青森的「東北縱貫自動車道八戶線」。八戶自動車道是「東北縱貫自動車道八戶線」的安代系統交流道以北、八戶交流道、八戶北交流道以南的開通區間道路名稱。
2014年（平成26年）3月29日，八戶系統交流道連通三陸沿岸道路。
未來可經由八戶北交流道以北的百石道路、第二陸奧收費道路、上北自動車道、陸奧收費道路連接青森市的青森自動車道。此外，起點的安代系統交流道直通東北自動車道，因此里程以川口系統交流道為基準，安代系統交流道沒有0公里里程標。

## 交流道
- 交流道（IC）編號欄的背景色為■顯示該部分道路已經啟用。設施名欄的背景色為■顯示該部分設施尚未啟用。未開通路段名稱皆為臨時名稱。
- 智能交流道（SIC）以背景色■顯示。
- 巴士站（BS），○/●為使用中，◆為停用中設施。無標示者為沒有巴士站。
- IC為交流道的簡寫，SIC為智能交流道的簡寫，JCT為系統交流道的簡寫，SA為服務區的簡寫，PA為停車區（日语：パーキングエリア）的簡寫，TB為公路收費站的簡寫，BS為巴士站的簡寫。

### 本線（安代系統交流道 - 八戶交流道）
| 交流道 編號                             | 中文設施名                              | 日文設施名                              | 英文設施名                              | 接續路線名                                   | 安代 起計 （公里）                      | 川口 起計 （公里）                      | 巴士站                                  | 備註                                    | 所在地                                  | 所在地                                  | 所在地                                  |
| E4 東北自動車道（松尾八幡平、盛岡方向） | E4 東北自動車道（松尾八幡平、盛岡方向） | E4 東北自動車道（松尾八幡平、盛岡方向） | E4 東北自動車道（松尾八幡平、盛岡方向） | E4 東北自動車道（松尾八幡平、盛岡方向）      | E4 東北自動車道（松尾八幡平、盛岡方向） | E4 東北自動車道（松尾八幡平、盛岡方向） | E4 東北自動車道（松尾八幡平、盛岡方向） | E4 東北自動車道（松尾八幡平、盛岡方向） | E4 東北自動車道（松尾八幡平、盛岡方向） | E4 東北自動車道（松尾八幡平、盛岡方向） | E4 東北自動車道（松尾八幡平、盛岡方向） |
| --------------------------------------- | --------------------------------------- | --------------------------------------- | --------------------------------------- | -------------------------------------------- | --------------------------------------- | --------------------------------------- | --------------------------------------- | --------------------------------------- | --------------------------------------- | --------------------------------------- | --------------------------------------- |
| 46                                      | 安代系統交流道                          |                                         |                                         | E4 東北自動車道（安代、青森方向）            | 0.0                                     | 563.3                                   |                                         |                                         | 岩手縣                                  | 八幡平市                                | 八幡平市                                |
| 1                                       | 淨法寺交流道                            |                                         |                                         | 岩手縣道6號二戶五日市線 （淨法寺繞道：預定） | 14.9                                    | 578.2                                   | ○                                       |                                         | 岩手縣                                  | 二戶市                                  | 二戶市                                  |
| -                                       | 二戶停車區                              |                                         |                                         |                                              | 19.6                                    | 582.9                                   |                                         |                                         | 岩手縣                                  | 二戶市                                  | 二戶市                                  |
| -                                       | 馬淵川橋                                |                                         | /                                       |                                              | ↓                                       | ↓                                       |                                         |                                         | 岩手縣                                  | 二戶郡 一戶町                           | 二戶郡 一戶町                           |
| 2                                       | 一戶交流道                              |                                         |                                         | 國道4號（一戶繞道）                          | 26.8                                    | 590.1                                   |                                         |                                         | 岩手縣                                  | 二戶郡 一戶町                           | 二戶郡 一戶町                           |
| -                                       | 折爪隧道                                |                                         |                                         |                                              | ↓                                       | ↓                                       |                                         |                                         | 岩手縣                                  | 二戶郡 一戶町                           | 二戶郡 一戶町                           |
| -                                       | 折爪隧道                                | 九戶郡                                  | 九戶村                                  |                                              | ↓                                       | ↓                                       |                                         |                                         | 岩手縣                                  |                                         |                                         |
| 3                                       | 九戶交流道                              | 九戶郡                                  | 九戶村                                  |                                              |                                         | 國道340號 岩手縣道22號輕米九戶線        | 38.2                                    | 601.5                                   | 岩手縣                                  |                                         |                                         |
| -                                       | 折爪服務區                              | 九戶郡                                  |                                         |                                              |                                         | 43.9                                    | 607.2                                   |                                         | 岩手縣                                  |                                         | 輕米町                                  |
| 4                                       | 輕米交流道                              | 九戶郡                                  |                                         |                                              | 國道340號、國道395號                    | 48.2                                    | 611.5                                   |                                         | 岩手縣                                  |                                         | 輕米町                                  |
| 5                                       | 南鄉交流道                              |                                         |                                         | 青森縣道42號名川階上線                       | 57.8                                    | 621.1                                   |                                         |                                         | 青森縣                                  | 八戶市                                  | 八戶市                                  |
| -                                       | 福地停車區                              |                                         |                                         |                                              | 62.1                                    | 625.4                                   |                                         |                                         | 青森縣                                  | 三戶郡 南部町                           | 三戶郡 南部町                           |
| 5-1                                     | 八戶系統交流道                          |                                         |                                         | 青森（E4A 百石道路）方向 E45 三陸沿岸道路    | 64.3                                    | 627.6                                   |                                         | 只限安代系統交流道方向                  | 青森縣                                  | 八戶市                                  | 八戶市                                  |
| 6                                       | 八戶交流道                              |                                         |                                         | 青森縣道29號八戶環狀線                       | 68.1                                    | 631.4                                   | ○                                       |                                         | 青森縣                                  | 八戶市                                  | 八戶市                                  |

※由於八戶交流道無法往安代系統交流道方向，因此期望在八戶系統交流道與八戶交流道之間興建八戶第2系統交流道（八戶東系統交流道）（臨時名稱）。

### 青森（百石道路）方向（八戶系統交流道 - 八戶北交流道）
- 全線位於青森縣八戶市內。
- 八戶交流道 - 八戶北交流道區間無法經由八戶系統交流道。

| E45 直通三陸沿岸道路 |                    |  |  |                  |      |       |   |                        |
| 5-1                  | 八戶系統交流道     |  |  | 本線             | 64.3 | 627.6 |   | 只限安代系統交流道方向 |
| 5-2                  | 八戶西智慧型交流道 |  |  | 國道454號 (日本) | 73.0 | 636.3 | - |                        |
| 7                    | 八戶北交流道       |  |  | 國道45號         | 77.5 | 640.8 |   |                        |
| E4A 直通百石道路     |                    |  |  |                  |      |       |   |                        |

## 歷史

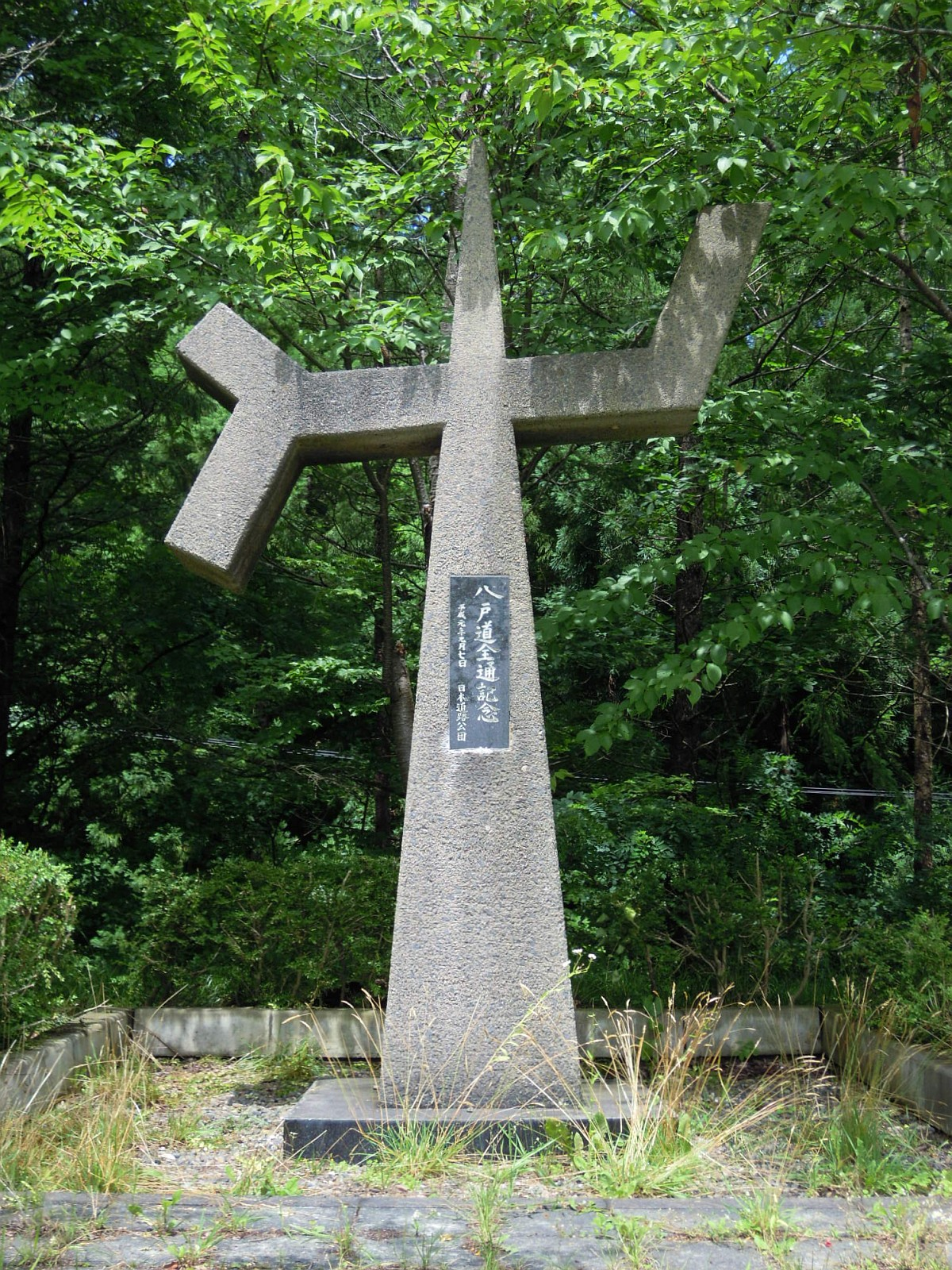
二戶停車區（下行線）的八戶自動車道全通紀念碑

- 1986年11月27日：一戶交流道 - 八戶交流道間通車。
- 1989年9月7日：安代系統交流道 - 一戶交流道間通車。
- 1995年3月28日：一般國道45號百石道路（八戶北交流道-下田百石交流道）間通車。
- 2002年7月18日：八戶系統交流道 - 八戶北交流道間通車，全線通車。
- 2005年10月1日：日本道路公團民營化，成為東日本高速道路株式會社管理路線。
- 2010年
  - 2月2日：全線路段被指定為高速道路免費化社會試驗對象區間。
  - 6月28日：全線高速道路免費化社會實驗開始[2]。
- 2011年（平成23年）
  - 6月19日：政府為確保東日本大震災復興費用，停止免費化社會實驗，並暫時凍結之後的社會實驗。
  - 6月20日：為了協助支援東日本大震災受災者，部分車輛通行免費。
- 2012年（平成24年）3月31日：結束協助支援東日本大震災受災者的免費措施。
- 2014年（平成26年）3月29日：八戶系統交流道連接三陸沿岸道路[3]。
- 2019年（平成31年）3月23日：八戶西智慧型交流道啟用[4]。

## 路線狀況

### 車道與速限
| 區間                          | 車道數 上下線=上行線+下行線 | 最高速率 |
| ----------------------------- | --------------------------- | -------- |
| 安代系統交流道 - 八戶交流道   | 4=2+2                       | 80km/h   |
| 八戶系統交流道 - 八戶北交流道 | 2=1+1 （暫定2車線）         | 70km/h   |

### 道路設施

#### 服務區、停車區
八戶自動車道有一座服務區與兩座停車區。商店僅設於折爪服務區（24小時營業）。停車區沒有廁所，而且所有休息區都沒有加油站或餐廳。東北道岩手山服務區以北僅有花輪服務區上行線設有加油站。

#### 主要隧道與橋梁
- 一戶隧道（二戶停車區 - 一戶交流道）: 下行530公尺、上行548公尺
- 馬淵川橋（二戶停車區 - 一戶交流道）
- 折爪隧道（一戶交流道 - 九戶交流道） : 下行2,272公尺、上行2,321公尺（八戶道最長隧道）

#### 隧道數
| 區間                          | 上行線 | 下行線 |
| ----------------------------- | ------ | ------ |
| 安代系統交流 - 二戶停車區     | 0      | 0      |
| 二戶停車區 - 一戶交流道       | 1      | 1      |
| 一戶交流道 - 九戶交流道       | 1      | 1      |
| 九戶交流道 - 八戶交流道       | 0      | 0      |
| 八戶系統交流道 - 八戶北交流道 | 0      | 0      |
| 合計                          | 2      | 2      |

### 道路管理者
- 東日本高速道路東北支社（日语：東日本高速道路東北支社）
  - 盛岡管理事務所 : 安代系統交流道 - 淨法寺交流道
  - 八戶管理事務所 : 淨法寺交流道 - 八戶交流道、八戶系統交流道 - 八戶北交流道

### 交通量

#### 本線
24小時交通量（台）　道路交通調查
| 區間                          | 平成17（2005）年度 | 平成22（2010）年度 | 平成27（2015）年度 |
| ----------------------------- | ------------------ | ------------------ | ------------------ |
| 安代系統交流道 - 淨法寺交流道 | 7,060              | 8,063              | 8,325              |
| 淨法寺交流道 - 一戶交流道     | 6,627              | 8,298              | 7,910              |
| 一戶交流道 - 九戶交流道       | 6,178              | 9,965              | 7,680              |
| 九戶交流道 - 輕米交流道       | 5,186              | 8,983              | 6,647              |
| 輕米交流道 - 南鄉交流道       | 5,228              | 9,695              | 6,585              |
| 南鄉交流道 - 八戶系統交流道   | 5,364              | 11,376             | 6,721              |
| 八戶系統交流道 - 八戶交流道   | 3,837              | 7,899              | 4,138              |

（來源：「平成22年度道路交通センサス （页面存档备份，存于）」・「平成27年度全国道路・街路交通情勢調査 （页面存档备份，存于）」（國土交通省網頁））
- 平成22年度調査期間全線實施高速道路免費化社會實驗。

- 令和2年度預定實施的交通量調査因嚴重特殊傳染性肺炎的影響而延期[5]。

#### 青森（百石道路）方向
24小時交通量（台）　道路交通調查
| 區間                                | 平成17（2005）年度 | 平成22（2010）年度 | 平成27（2015）年度 |
| ----------------------------------- | ------------------ | ------------------ | ------------------ |
| 八戶系統交流道 - 八戶西智慧型交流道 | 1,527              | 3,477              | 2,468              |
| 八戶西智慧型交流道 - 八戶北交流道   | 1,527              | 3,477              | 2,468              |

（來源：「平成22年度道路交通センサス （页面存档备份，存于）」・「平成27年度全国道路・街路交通情勢調査 （页面存档备份，存于）」（國土交通省網頁））
- 平成22年度調査期間全線實施高速道路免費化社會實驗。

- 令和2年度預定實施的交通量調査因嚴重特殊傳染性肺炎的影響而延期[5]。

## 地理

### 通過自治體
- 岩手縣
  - 八幡平市 - 二戶市 - 二戶郡一戶町 - 九戶郡九戶村 - 九戶郡輕米町 -
- 青森縣
  - 八戶市 - 三戶郡南部町 - 八戶市

### 連接高速公路
- E4 東北自動車道 （於安代系統交流道連接）
- E45 三陸沿岸道路 （於八戶系統交流道連接）
- E4A 百石道路 （於八戶北交流道直接連結）

### 來源
1. ↑  . デーリー東北 (デーリー東北新聞社). 2013-05-05  [2020-08-12]. （原始内容存档于2013-05-07）.
2. ↑   (新闻稿). 国土交通省. 2010-06-15  [2022-06-24]. （原始内容存档于2021-06-23）.
3. ↑   (新闻稿). 国土交通省 東北地方整備局 青森河川国道事務所・東日本高速道路株式会社 東北支社. 2014年2月26日  [2022年6月24日]. （原始内容存档于2022年6月30日）.
4. ↑   (PDF). 八戸市・東日本高速道路株式会社. 2019-02-14  [2021-02-03]. （原始内容存档 (PDF)于2021-01-08）.
5. 1 2   (PDF). 国土交通省 道路局. 2020-10-14  [2021-05-09]. （原始内容存档 (PDF)于2022-03-27）.

## 外部連結
- 東日本高速道路株式会社（页面存档备份，存于）
  - e-NEXCOドライブプラザ 高速料金検索（页面存档备份，存于）